# Radek Dvořák
Pour les articles homonymes, voir Dvorak.
Radek Dvorák (né le 9 mars 1977 à Tábor en Tchécoslovaquie aujourd'hui ville de République tchèque) est un joueur professionnel de hockey sur glace.

## Carrière en club
Il commence sa carrière en ligue junior en 1992-93 pour l'équipe du HC České Budějovice dans le championnat moins de 20 ans de Tchécoslovaquie. La saison d'après, il fait ses débuts dans le championnat sénior (Extraliga).
En 1995, il est choisi lors du repêchage d'entrée dans la Ligue nationale de hockey en première ronde par les Panthers de la Floride (10e choix au total). Il commence alors sa carrière dans la LNH avec les Panthers lors de la saison 1995-1996 avant de rejoindre les Rangers de New York quatre saisons et demie plus tard. Initialement il devait prendre la direction des Sharks de San José mais il changea de franchise deux fois dans la même journée (Mike Vernon fut également inclus dans cet échange à trois équipes).
Lors de sa première vraie saison avec les Rangers, il réalise sa meilleure saison avec 30 buts et 67 points. Il évolue alors sur la même ligne que ses compatriotes : Petr Nedvěd et Jan Hlaváč. Peu de temps avant la date limite de transfert, en 2003, il rejoint les Oilers d'Edmonton avec Cory Cross en retour de Anson Carter et Ales Pisa. Au cours du lock-out 2004-2005 de la LNH, il retourne joueur dans son pays pour son club formateur.
Lors de la saison 2005-2006, il atteint avec les Oilers la finale de la Coupe Stanley contre les Hurricanes de la Caroline mais ils perdent en 7 matchs.
Le 14 septembre 2006, il signe en tant qu'agent libre avec les Blues de Saint-Louis. Le 28 février 2011, il est échangé avec un choix de cinquième tour au Repêchage d'entrée dans la LNH 2011 aux Thrashers d'Atlanta contre Patrick Rissmiller et Nicklas Bergfors.
Le 24 mars 2013, il signe un contrat pour le restant de la saison 2012-2013 avec les Ducks d'Anaheim.
Le 3 septembre 2013, le directeur général des Hurricanes de la Caroline l'invite au camp d'entraînement. Le 2 octobre 2013, il fait officiellement partie des Canes.
Le 27 janvier 2015, il annonce sa retraite du hockey sur glace.

## Statistiques

### En club
| Saison     | Équipe                    | Ligue         |       | Saison régulière | Saison régulière | Saison régulière | Saison régulière | Saison régulière |   | Séries éliminatoires | Séries éliminatoires | Séries éliminatoires | Séries éliminatoires | Séries éliminatoires |
| Saison     | Équipe                    | Ligue         | PJ    | B                | A                | Pts              | Pun              | PJ               | B | A                    | Pts                  | Pun                  |                      |                      |
| 1992-1993  | HC České Budějovice       | 1.liga. Jr.   | 35    | 44               | 46               | 90               | -                | -                | - | -                    | -                    | -                    |                      |                      |
| 1993-1994  | HC České Budějovice       | Extraliga Jr. | 20    | 17               | 18               | 35               | -                | -                | - | -                    | -                    | -                    |                      |                      |
| 1993-1994  | HC České Budějovice       | Extraliga     | 8     | 0                | 0                | 0                | 0                | -                | - | -                    | -                    | -                    |                      |                      |
| 1994-1995  | HC České Budějovice       | Extraliga     | 19    | 8                | 6                | 14               | 0                | -                | - | -                    | -                    | -                    |                      |                      |
| 1995-1996  | Panthers de la Floride    | LNH           | 77    | 13               | 14               | 27               | 20               | 16               | 1 | 3                    | 4                    | 0                    |                      |                      |
| 1996-1997  | Panthers de la Floride    | LNH           | 78    | 18               | 21               | 39               | 30               | 3                | 0 | 0                    | 0                    | 0                    |                      |                      |
| 1997-1998  | Panthers de la Floride    | LNH           | 64    | 12               | 24               | 36               | 33               | -                | - | -                    | -                    | -                    |                      |                      |
| 1998-1999  | Panthers de la Floride    | LNH           | 82    | 19               | 24               | 43               | 29               | -                | - | -                    | -                    | -                    |                      |                      |
| 1999-2000  | Panthers de la Floride    | LNH           | 35    | 7                | 10               | 17               | 6                | -                | - | -                    | -                    | -                    |                      |                      |
| 1999-2000  | Rangers de New York       | LNH           | 46    | 11               | 22               | 33               | 10               | -                | - | -                    | -                    | -                    |                      |                      |
| 2000-2001  | Rangers de New York       | LNH           | 82    | 31               | 36               | 67               | 20               | -                | - | -                    | -                    | -                    |                      |                      |
| 2001-2002  | Rangers de New York       | LNH           | 65    | 17               | 20               | 37               | 14               | -                | - | -                    | -                    | -                    |                      |                      |
| 2002-2003  | Rangers de New York       | LNH           | 63    | 6                | 21               | 27               | 16               | -                | - | -                    | -                    | -                    |                      |                      |
| 2002-2003  | Oilers d'Edmonton         | LNH           | 12    | 4                | 4                | 8                | 14               | 4                | 1 | 0                    | 1                    | 0                    |                      |                      |
| 2003-2004  | Oilers d'Edmonton         | LNH           | 78    | 15               | 35               | 50               | 26               | -                | - | -                    | -                    | -                    |                      |                      |
| 2004-2005  | HC České Budějovice       | Extraliga     | 32    | 23               | 35               | 58               | 18               | 16               | 5 | 13                   | 18                   | 20                   |                      |                      |
| 2005-2006  | Oilers d'Edmonton         | LNH           | 64    | 8                | 20               | 28               | 26               | 16               | 0 | 2                    | 2                    | 4                    |                      |                      |
| 2006-2007  | Blues de Saint-Louis      | LNH           | 82    | 10               | 27               | 37               | 48               | -                | - | -                    | -                    | -                    |                      |                      |
| 2007-2008  | Panthers de la Floride    | LNH           | 67    | 8                | 9                | 17               | 16               | -                | - | -                    | -                    | -                    |                      |                      |
| 2008-2009  | Panthers de la Floride    | LNH           | 81    | 15               | 21               | 36               | 42               | -                | - | -                    | -                    | -                    |                      |                      |
| 2009-2010  | Panthers de la Floride    | LNH           | 76    | 14               | 18               | 32               | 20               | -                | - | -                    | -                    | -                    |                      |                      |
| 2010-2011  | Panthers de la Floride    | LNH           | 53    | 7                | 14               | 21               | 20               | -                | - | -                    | -                    | -                    |                      |                      |
| 2010-2011  | Thrashers d'Atlanta       | LNH           | 13    | 0                | 1                | 1                | 4                | -                | - | -                    | -                    | -                    |                      |                      |
| 2011-2012  | Stars de Dallas           | LNH           | 73    | 4                | 17               | 21               | 12               | -                | - | -                    | -                    | -                    |                      |                      |
| 2012-2013  | HC Davos                  | LNA           | 7     | 3                | 4                | 7                | 2                | 7                | 1 | 1                    | 2                    | 2                    |                      |                      |
| 2012-2013  | Ducks d'Anaheim           | LNH           | 9     | 4                | 0                | 4                | 2                | -                | - | -                    | -                    | -                    |                      |                      |
| 2013-2014  | Hurricanes de la Caroline | LNH           | 60    | 4                | 5                | 9                | 41               | -                | - | -                    | -                    | -                    |                      |                      |
| Totaux LNH | Totaux LNH                | Totaux LNH    | 1 200 | 223              | 358              | 581              | 408              | 39               | 2 | 5                    | 7                    | 4                    |                      |                      |

### En équipe nationale
| Année | Compétition           |    | PJ | B | A | Pts | Pun                |  | Résultat |
| 1993  | Coupe d'Europe junior | 5  | 2  | 3 | 5 | 6   | Médaille de bronze |  |          |
| 1994  | Coupe d'Europe junior | 5  | 4  | 3 | 7 | 6   | Médaille de bronze |  |          |
| 1999  | Championnat du monde  | 12 | 4  | 4 | 8 | 6   | Médaille d'or      |  |          |
| 2001  | Championnat du monde  | 9  | 4  | 4 | 8 | 8   | Médaille d'or      |  |          |
| 2002  | Jeux olympiques       | 4  | 0  | 0 | 0 | 0   | 7e place           |  |          |
| 2004  | Championnat du monde  | 7  | 0  | 7 | 7 | 16  | 5e place           |  |          |
| 2004  | Coupe du monde        | 4  | 1  | 0 | 1 | 0   | Médaille de bronze |  |          |
| 2005  | Championnat du monde  | 9  | 1  | 1 | 2 | 4   | Médaille d'or      |  |          |